# ديفي أمسترونغ
ديفي أمسترونغ (بالإنجليزية: Davy Armstrong)‏ (3 نوفمبر 1991 بأورورا في الولايات المتحدة - ) هو لاعب كرة قدم أمريكي في مركز الوسط. لعب مع كولورادو رابيدز ونادي كولورادو سبرينغس وPhoenix FC ‏.

## روابط خارجية
- ديفي أمسترونغ على موقع الدوري الأمريكي (الإنجليزية)
- ديفي أمسترونغ على موقع قاعدة بيانات كرة القدم.إي يو (الإنجليزية)